# Páez, Cauca
Páez là một khu tự quản thuộc tỉnh Cauca, Colombia. Thủ phủ của khu tự quản Páez đóng tại Belalcazar Khu tự quản Páez có diện tích 1258 ki lô mét vuông. Đến thời điểm ngày 28 tháng 5 năm 2005, khu tự quản Páez có dân số 28803 người.